# Iacopo Jacomelli
Iacopo Jacomelli (Bordeaux, 12 luglio 1921) è un cantante italiano.
Nel 1940 fu uno dei fondatori del Quartetto Egie, assieme a Tata Giacobetti, Enrico De Angelis ed Enrico Gentile.
Debuttarono il 27 maggio 1940 al Teatro Valle di Roma eseguendo la canzone Bambina dall'abito blu.
Alcuni mesi dopo Iacopo Jacomelli lasciò il gruppo e fu rimpiazzato da Antonio Virgilio Savona. In seguito alla sostituzione, il gruppo cambiò nome in Quartetto Ritmo.